# Technetium (99mTc) medronic acid
Technetium (99mTc) medronic acid là một sản phẩm dược phẩm được sử dụng trong y học hạt nhân để xác định vị trí di căn xương  cũng như các bệnh khác có thể làm thay đổi sự đảo ngược tự nhiên trong xương bằng phương pháp xạ hình xương.

## Hóa học
Thuốc là một phức hợp acid trung tính, (MDP, methylene diphosphonate, là bisphosphonat đơn giản nhất) với Techneti-99m (99mTc), một hạt nhân phóng xạ phát ra tia gamma.

## Sản xuất
99m Tc-MDP thường được cung cấp dưới dạng "kit lạnh". Thành phần của kit có thể khác nhau giữa các nhà cung cấp, nhưng thường bao gồm acid medronic, thiếc chloride dihydrat và đôi khi là acid ascobic.